# A magyar labdarúgó-válogatott mérkőzései 1917-ben
A magyar labdarúgó-válogatottnak 1917-ben öt mérkőzése volt, mindegyik Ausztria ellen. Egy döntetlen és négy győzelem volt a mérleg. A július 15-i mérkőzés jótékony célból került megrendezésre, a Galiciában küzdő törökök megsegítésére. A bécsi török követ Hilmi pasa kupát és ezüstérmeket ajánlott fel a győztesnek. A kitűnően játszó Schaffer három góljával és Schlosser találatával 4–1 lett a végeredmény.
Az osztrák csapatban két cseh, Vanik és Prousek játszott mert a császárság kormányzósága feloszlatta a Cseh Labdarúgó-szövetséget hogy a jobb játékosokat osztrák klubokba irányítsa át.
A november 4-i mérkőzésen játszott először Orth György.
Szövetségi kapitány: 
- Herczog Ede

## Eredmények
| 62. mérkőzés 1917. május 6. | Ausztria   | 1 – 1             | Magyarország  | WAC-Platz, Bécs Nézőszám: 4 000 Játékvezető: Wilhelm Schmieger (AUT) |
| 62. mérkőzés 1917. május 6. | Heinzl 45' | (1 – 1) Részletek | Schlosser 18' | WAC-Platz, Bécs Nézőszám: 4 000 Játékvezető: Wilhelm Schmieger (AUT) |

| 63. mérkőzés 1917. június 3. | Magyarország                                          | 6 – 2             | Ausztria            | MTK-pálya, Budapest Nézőszám: 22 000 Játékvezető: Karl Winkler (GER) |
| 63. mérkőzés 1917. június 3. | Urik 13' Schaffer 16' 62' Schlosser 40' 45' Weisz 41' | (5 – 1) Részletek | Heinzl 9' Bauer 76' | MTK-pálya, Budapest Nézőszám: 22 000 Játékvezető: Karl Winkler (GER) |

| 64. mérkőzés 1917. július 15. | Ausztria    | 1 – 4             | Magyarország                       | WAC-Platz, Bécs Nézőszám: 12 000 Játékvezető: Rudolf Pohl (GER) |
| 64. mérkőzés 1917. július 15. | Prousek 50' | (0 – 1) Részletek | Schaffer 39' 73' 77' Schlosser 55' | WAC-Platz, Bécs Nézőszám: 12 000 Játékvezető: Rudolf Pohl (GER) |

| 65. mérkőzés 1917. október 7. | Magyarország             | 2 – 1             | Ausztria     | FTC-pálya, Budapest Nézőszám: 20 000 Játékvezető: Erich Chemnitz (GER) |
| 65. mérkőzés 1917. október 7. | Schaffer 40' Taussig 52' | (1 – 0) Részletek | Sedlacek 67' | FTC-pálya, Budapest Nézőszám: 20 000 Játékvezető: Erich Chemnitz (GER) |

| 66. mérkőzés 1917. november 4. | Ausztria  | 1 – 2             | Magyarország     | WAC-Platz, Bécs Nézőszám: 15 000 Játékvezető: Kurt von Paquet (GER) |
| 66. mérkőzés 1917. november 4. | Wilda 61' | (0 – 2) Részletek | Schaffer 12' 33' | WAC-Platz, Bécs Nézőszám: 15 000 Játékvezető: Kurt von Paquet (GER) |

## Lásd még
- A magyar labdarúgó-válogatott mérkőzései (1902–1929)
- A magyar labdarúgó-válogatott mérkőzései országonként